# Callitris sulcata
Callitris sulcata ist eine Pflanzenart aus der Familie der Zypressengewächse (Cupressaceae). Dieser Endemit kommt nur auf der Insel Grande Terre vor.

## Beschreibung
Callitris sulcata wächst als immergrüner Baum, der Wuchshöhen von 5 bis 15 Metern erreichen kann. Der Stamm ist verdreht. Die glatte Borke blättert in unregelmäßig geformten Stücken ab.
Junge Blätter sind langgestreckt und können spitz zulaufend sein. Ältere Blätter sind dreieckig geformt.
Die männlichen Blütenzapfen stehen endständig an den Zweigen und werden 3 bis 5 Millimeter lang und zwischen 1,5 und 2 Millimeter dick. Die weiblichen Zapfen stehen endständig an den Zweigen und werden etwa 1 Zentimeter lang und rund 1 Zentimeter dick. Die Samen sind pyramidenförmig geformt.

## Verbreitung und Standort
Das natürliche Verbreitungsgebiet von Callitris sulcata liegt in der Südprovinz, auf der zu Neukaledonien gehörenden Insel Grande Terre. Es erstreckt sich dort entlang der Flüsse Tontouta, Dumbéa und Comboui.
Callitris sulcata gedeiht in Höhenlagen von 40 bis 200 Metern. Man findet die Art dort vor allem in dichten Wäldern auf ultramafischen Böden.
Callitris sulcata wird in der Roten Liste der IUCN als „stark gefährdet“ eingestuft. Obwohl das Verbreitungsgebiet sich über eine Fläche von rund 226 km² erstreckst,  sind nur etwa 20 km² davon mit Bestände aus Callitris sulcata besiedelt. Der Gesamtbestand wird auf unter 2500 ausgewachsene Bäume geschätzt, wobei keine der einzelnen Populationen aus mehr als 250 Bäumen besteht. Die Anzahl der Bäume nimmt immer mehr ab, und es wird in Erwägung gezogen die Art in Zukunft als „vom Aussterben bedroht“ einzustufen. Als Hauptgefährdungsgründe werden Waldbrände und Holzschlägerungen in Verbindung mit einer schlechten Verjüngung angegeben.

## Nutzung
Das Holz verströmt einen starken, an Campher erinnernden Geruch und ist sehr widerstandsfähig gegenüber Fäulnis und Insektenbefall. Es wurde früher zum Bau von Holzhäusern und später auch zur Herstellung von Bahnschwellen verwendet. Die Holzpfosten von alten Häusern werden heute noch zur Gestaltung von neuen Gebäuden wiederverwendet. Im Jahr 2001 wurde in Gedenken an die Renovierung der Kirche in St. Joseph de Borendi an einen nahegelegenen, heiligen Ort sechs berindete Stämme aufgestellt. Diese sollen ein Symbol für die sechs Klans der in der Nähe heimischen Stämme sein, welche mit der Kirche verbunden sind.

## Systematik
Die Erstbeschreibung als Frenela sulcata erfolgte 1862 durch Filippo Parlatore in Index Seminum (FI) , Seite 23. Rudolf Schlechter überführte die Art im Jahr 1906 in Botanische Jahrbücher für Systematik, Pflanzengeschichte und Pflanzengeographie, Band 39, Seite 16 als Callitris sulcata in die Gattung Callitris.